# Ophiuche andrapana
Ophiuche andrapana là một loài bướm đêm trong họ Erebidae.